# Household Cavalry

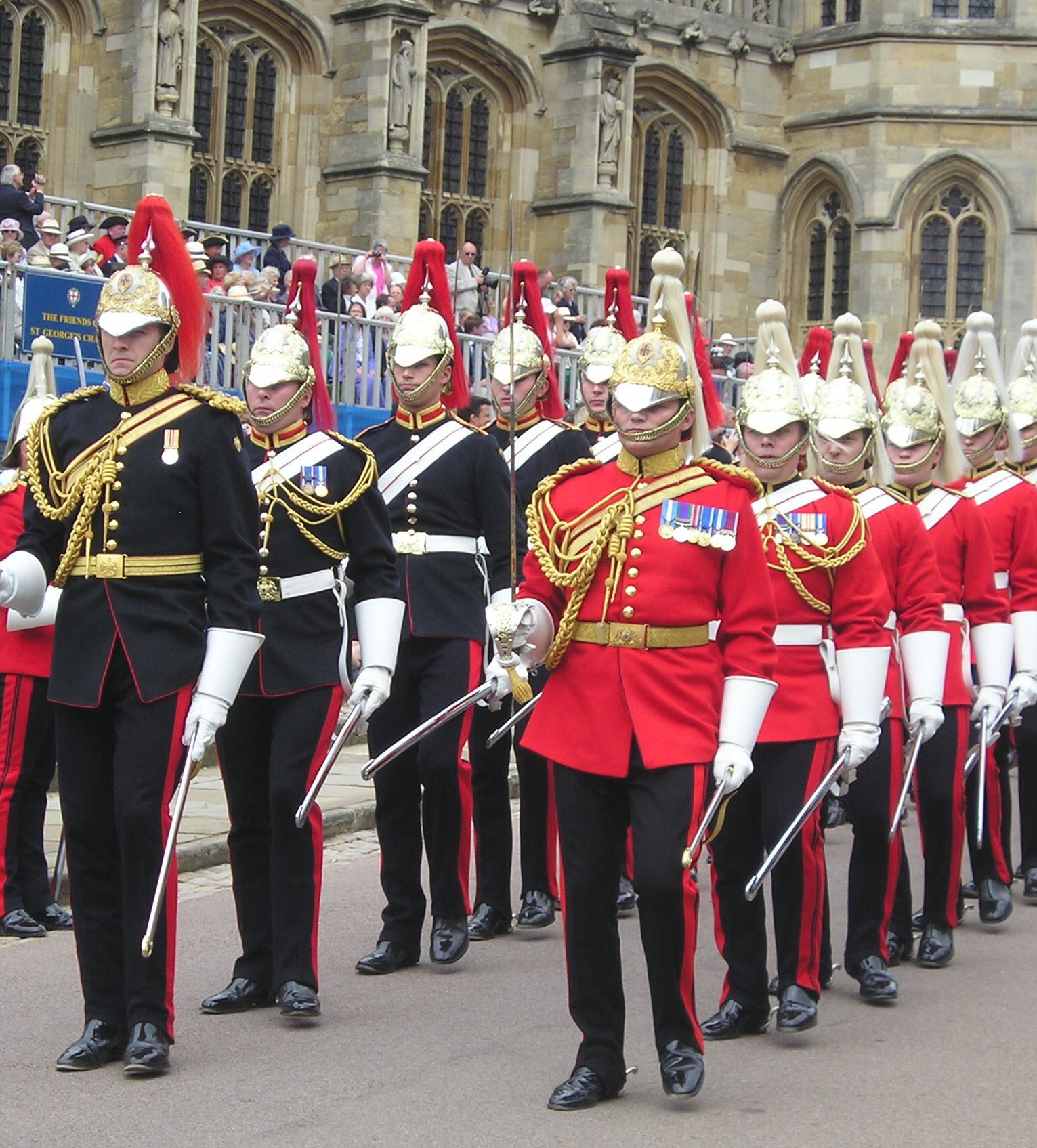
Gardeskavalleriregementerna Blues and Royals (vänster) samt Life Guards (höger) till marscherar till fots vid St. George's Chapel, Windsor.

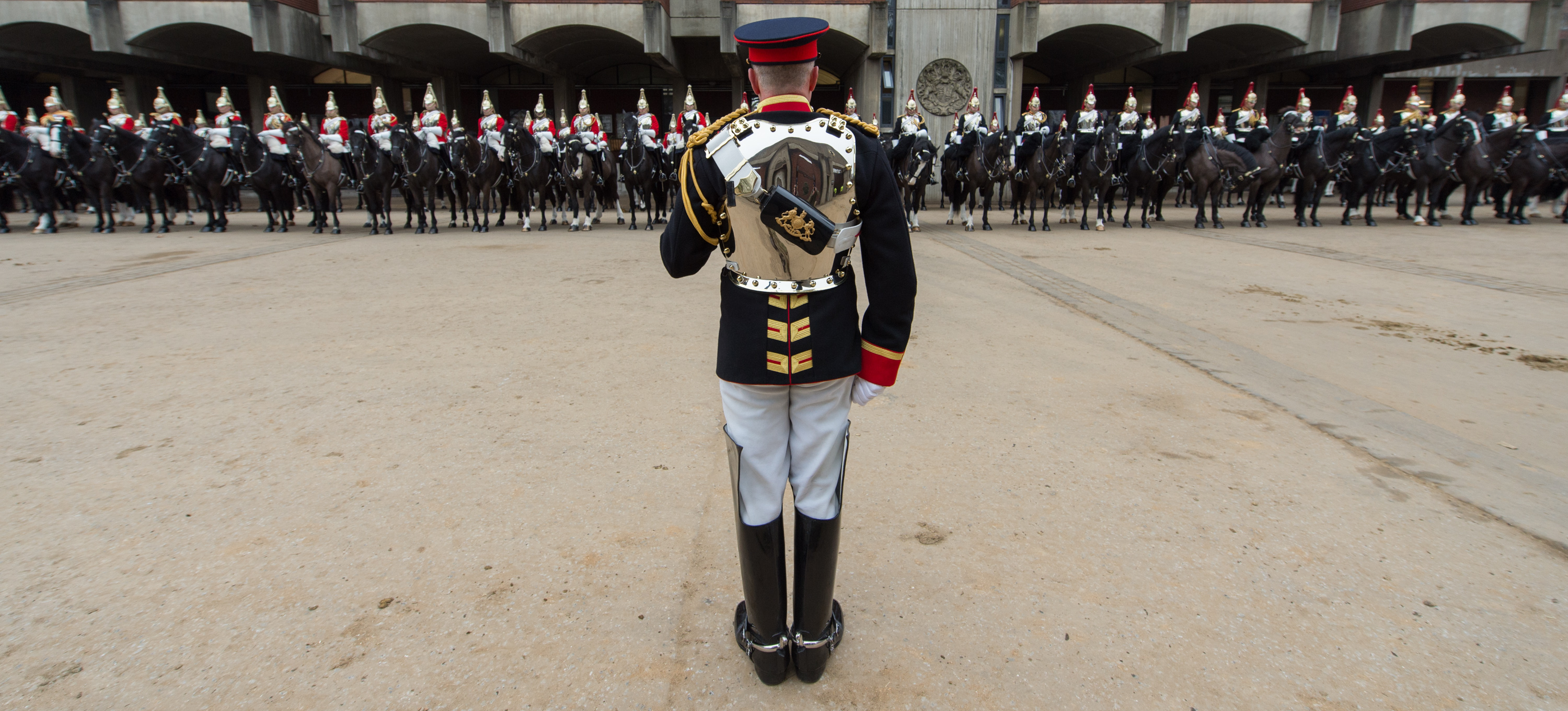
Blues and Royals (vänster) samt Life Guards (höger) uppställda på Hyde Park Barracks.

Household Cavalry består av två kavalleriregementen tillhörande Storbritanniens armé: Life Guards samt Blues and Royals.
Household Cavalry består egentligen av två olika delar: ett beridet ceremoniregemente (Household Cavalry Mounted Regiment) i London och Windsor samt ett pansarregemente (Household Cavalry Regiment) i Bulford Camp på Salisburyslätten i Wiltshire i sydvästra England.
Ceremoniella uniformen utgörs av scharlakansröd vapenrock och vit fjäderplum i pickelhuva (för Life Guards) och mörkblå vapenrock och röd fjäderplum i pickelhuva (för Blues and Royals).

## Bakgrund
Household Cavalry har traditioner som härstammar sedan 1660 och agerar som den regerande monarkens ceremoniella livvakt vid parader. Även om de sedan 1990-talet formellt tillhör samma organisation, Household Cavalry Mounted Regiment upprätthåller de olika traditioner från deras respektive föregångare. I Household Cavalry ingår även Household Cavalry Band som är en beriden militärmusikkår.
Tillsammans med fem infanteriregementen (Grenadier Guards, Coldstream Guards, Irish Guards, Scots Guards samt Welsh Guards) i Foot Guards utgör Household Cavalry komponenterna i Household Division.
Förbandets stallar i London är Knightsbridge Barracks, belägna på den södra sidan av Hyde Park, drygt en kilometer från Buckingham Palace.